# Gerhard Fecht
Gerhard Fecht (geboren 6. Februar 1922 in Mannheim; gestorben 13. Dezember 2006) war ein deutscher Ägyptologe.

## Leben

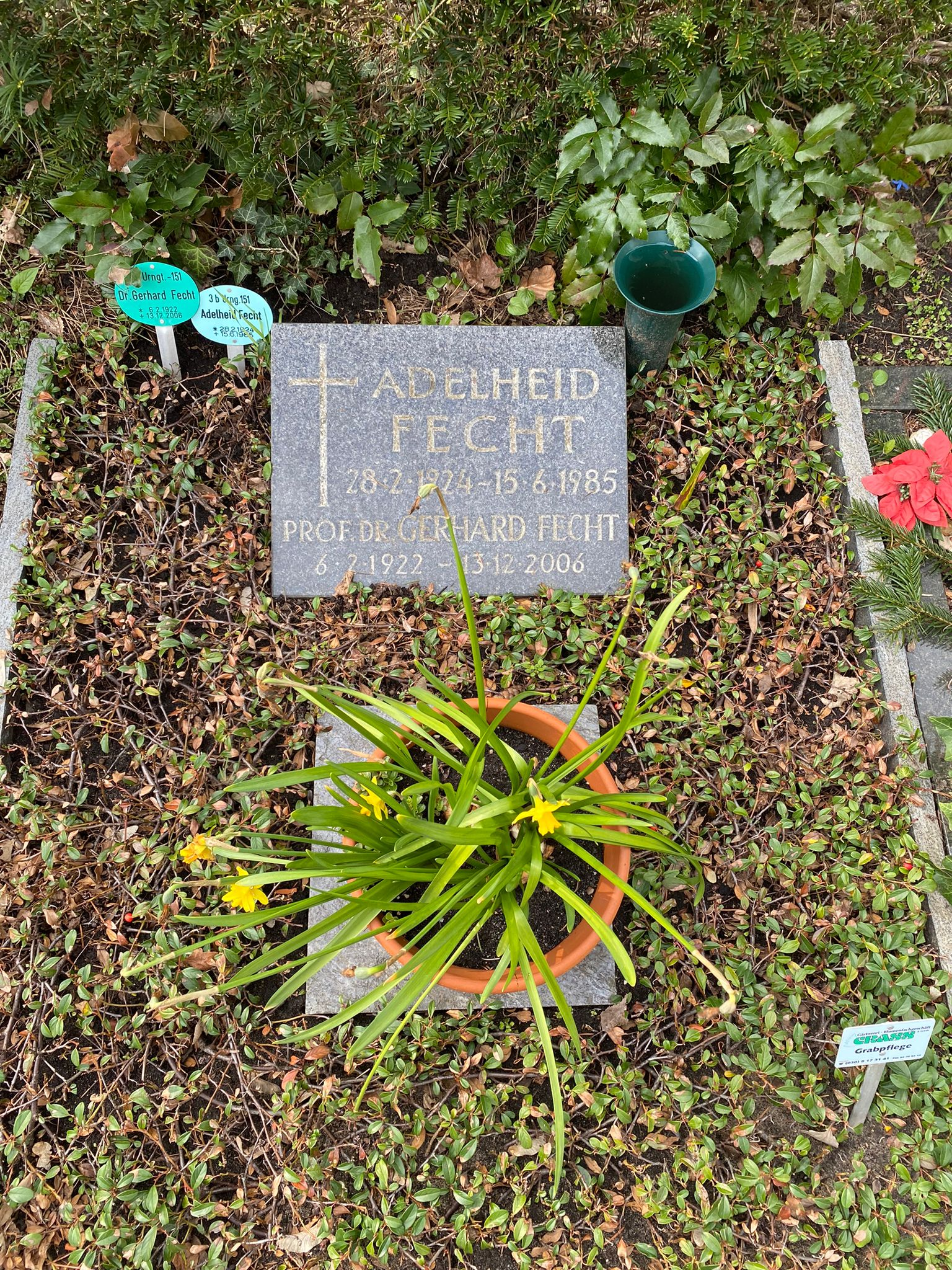
Grabstätte auf dem Parkfriedhof Lichterfelde

Gerhard Fecht war im Zweiten Weltkrieg Soldat an der Ostfront. Danach studierte er an der Universität Heidelberg Ägyptologie. 1950 wurde er in Heidelberg promoviert. 1954 habilitierte er sich dort. Von 1956 bis 1958 war er Referent an der Abteilung Kairo des Deutschen Archäologischen Instituts. 1961 erhielt er eine außerplanmäßige Professur an der Universität Heidelberg. 1968 wurde er erster Professor für Ägyptologie an der Freien Universität Berlin. 1987 wurde er emeritiert.
Gerhard Fecht ruht auf dem Berliner Parkfriedhof Lichterfelde.

## Forschungsarbeit
Fecht forschte zur Entwicklungsgeschichte des Ägyptischen und zur Literatur, etwa zur Prosodie. Er galt als Spezialist für Metrik und Begründer der Forschung zur ägyptischen Metrik. So wird ihm das Verdienst zugesprochen, die ägyptische Metrik entdeckt zu haben. Er vertrat die These, dass die meisten ägyptischen Texte in Versform verfasst sind. John Baines bewertet seine Schlussfolgerungen als einflussreich, jedoch nicht durchgehend akzeptiert.
Fechts Name erschien 2012 postum in den Medien, da er angeblich in den 1980er-Jahren eine Expertise zum von der Fachwelt als Fälschung eingeschätzten Evangelium der Frau Jesu abgegeben haben soll. Der Besitzer des Papyrusfragments studierte um 1990 in Berlin Ägyptologie.

## Schriften
- Die geschichtliche Entwicklung des ägyptischen Wortakzents. Dissertation, Universität Heidelberg 1952.
- Die geschichtliche Entwicklung der ägyptischen Tonvokale. 1952 (unpublizierte Habilitationsschrift).
- Die Habgierige und die Maat in der Lehre des Ptahhotep, 5. und 19. Maxime (= Abhandlungen des Deutschen Archäologischen Instituts Kairo, Ägyptologische Reihe. Band 1). Augustin, Glückstadt 1958.
- Wortakzent und Silbenstruktur. Untersuchungen zur Geschichte der ägyptischen Sprache (= Ägyptologische Forschungen. Band 21). J. J. Augustin, Glückstadt 1960 (überarbeitete Fassung der Dissertation).
- Literarische Zeugnisse zur „Persönlichen Frömmigkeit“ in Ägypten. Analyse der Beispiele aus den ramessidischen Schulpapyri (= Abhandlungen der Heidelberger Akademie der Wissenschaften, Phil.-hist. Klasse. Jahrgang 1965, Abhandlung 1). C. Winter, Heidelberg 1965.
- Vom Wandel des Menschenbildes in der ägyptischen Rundplastik (= Zeitschrift des Museums zu Hildesheim, Neue Folge. Band 16). Hildesheim 1965.
- Der Vorwurf an Gott in den „Mahnworten des Ipu-wer“ (Papyrus Leiden I 344 recto, 11, 11-13, 8; 15, 13-17, 3); Zur geistigen Krise der ersten Zwischenzeit und ihrer Bewältigung (= Abhandlungen der Heidelberger Akademie der Wissenschaften, Phil.-hist. Klasse. Jahrgang 1972, Abhandlung 1). C. Winter, Heidelberg 1972, ISBN 3-533-02160-2.
- Metrik des Hebräischen und Phönizischen (= Ägypten und Altes Testament. Band 19). Harrassowitz, Wiesbaden 1990, ISBN 3-447-03026-7.